# Линдуме
Линдуме (на шведски: Lindome) е град в югозападната част на Швеция, лен Вестра Йоталанд, община Мьолндал. Разположен е около река Линдумеон. Намира се на около 400 km на югозапад от столицата Стокхолм и на около 14 km на югоизток от центъра на лена Гьотеборг. Има жп гара. Населението на града е 11 037 жители според данни от преброяването през 2010 г.